# Brysztan
Brysztan – łąka w Małych Pieninach, znajdująca się na północno-wschodnim, opadającym do przełęczy Rozdziele (Rozdziela) stoku Wierchliczki. Jej północno-zachodni stok opada do Brysztańskich Skał, w kierunku południowo-zachodnim do Potoku Brysztańskiego, po północnej stronie sąsiaduje z łąką Łaz. Wschodni koniec dochodzi do granicy polsko-słowackiej, ale dalej, już na Słowacji, również ciągną się trawiaste tereny.
Tereny te należały do nieistniejącej już wsi Biała Woda, prawie pod siodło przełęczy Rozdziela podchodziły zabudowania (chyże) tej wsi. Obecnie Brysztan znajduje się w granicach wsi Jaworki w województwie małopolskim, w powiecie nowotarskim, w gminie Szczawnica. Po II wojnie światowej mieszkańcy tej wsi (Łemkowie) zostali wysiedleni w ramach Akcji „Wisła”, wykonano urządzenia nawadniające łąki, założono na nich socjalistyczną spółdzielnię i hodowlę owiec. W górnej części polany Brysztan wybudowano dużą bacówkę, która okazała się niepraktyczna i nie była używana. Spółdzielnia hodowlana upadła, zaś łąkę Brysztan i inne trawiaste tereny w Jaworkach oddano do użytkowania gospodarzom z Podhala, którzy prowadzą na nich wypas owiec i krów.
Przez Brysztan prowadzi grzbietowy szlak turystyczny ze Szczawnicy. Dzięki odkrytym terenom łąka Brysztan jest dobrym punktem widokowym, zwłaszcza na pobliskie Pasmo Radziejowej.

## Szlaki turystyki pieszej
– od Drogi Pienińskiej grzbietem Małych Pienin przez Szafranówkę, Łaźne Skały, Cyrhle, Wysoki Wierch, Durbaszkę, Wysoką, Wierchliczkę, przełęcz Rozdziele do Przełęczy Gromadzkiej w Beskidzie Sądeckim.

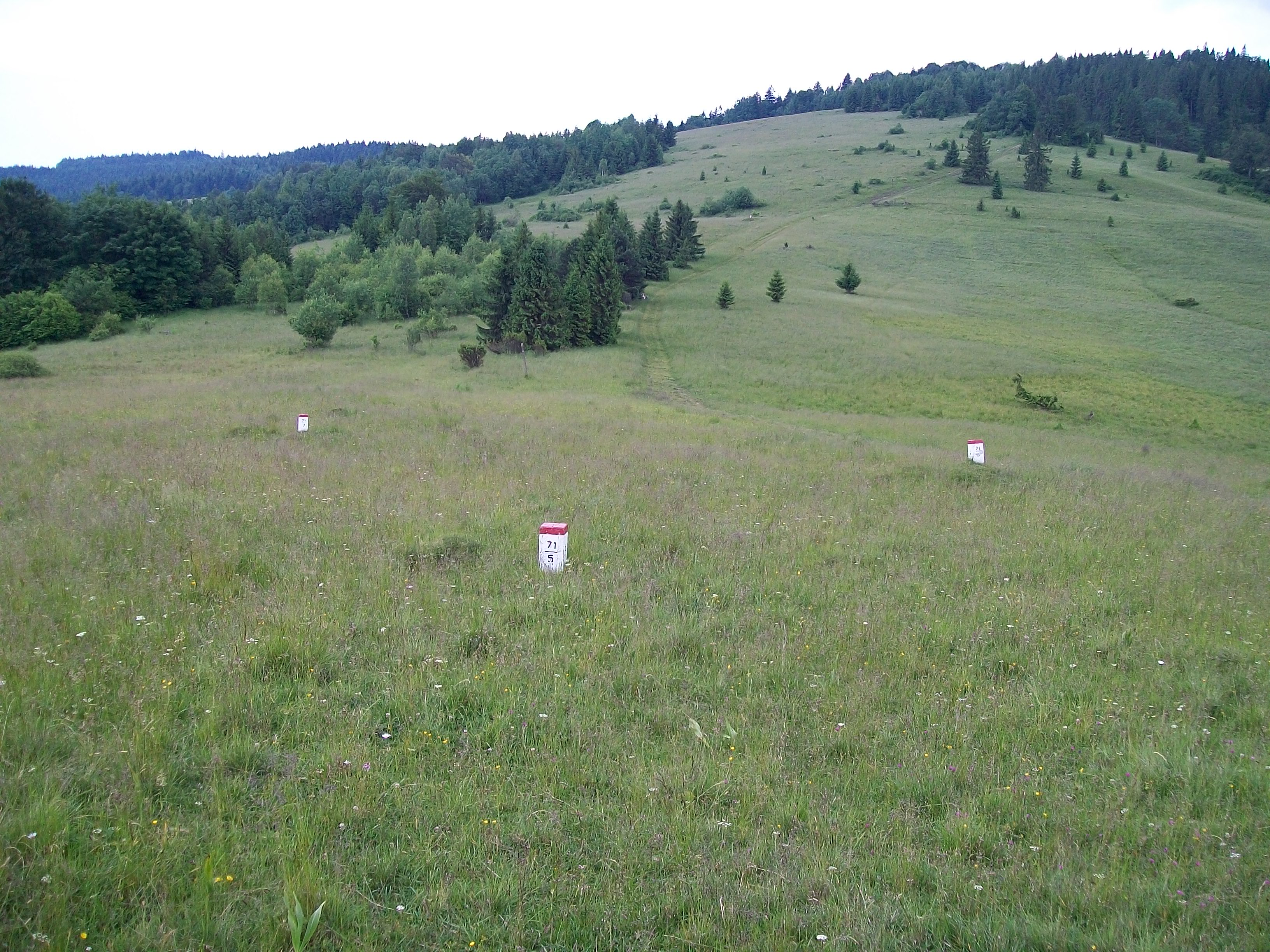
Łaz, Rozdziele, Brysztan, stok Wierchliczki i słowackie łąki (po lewej stronie ścieżki)
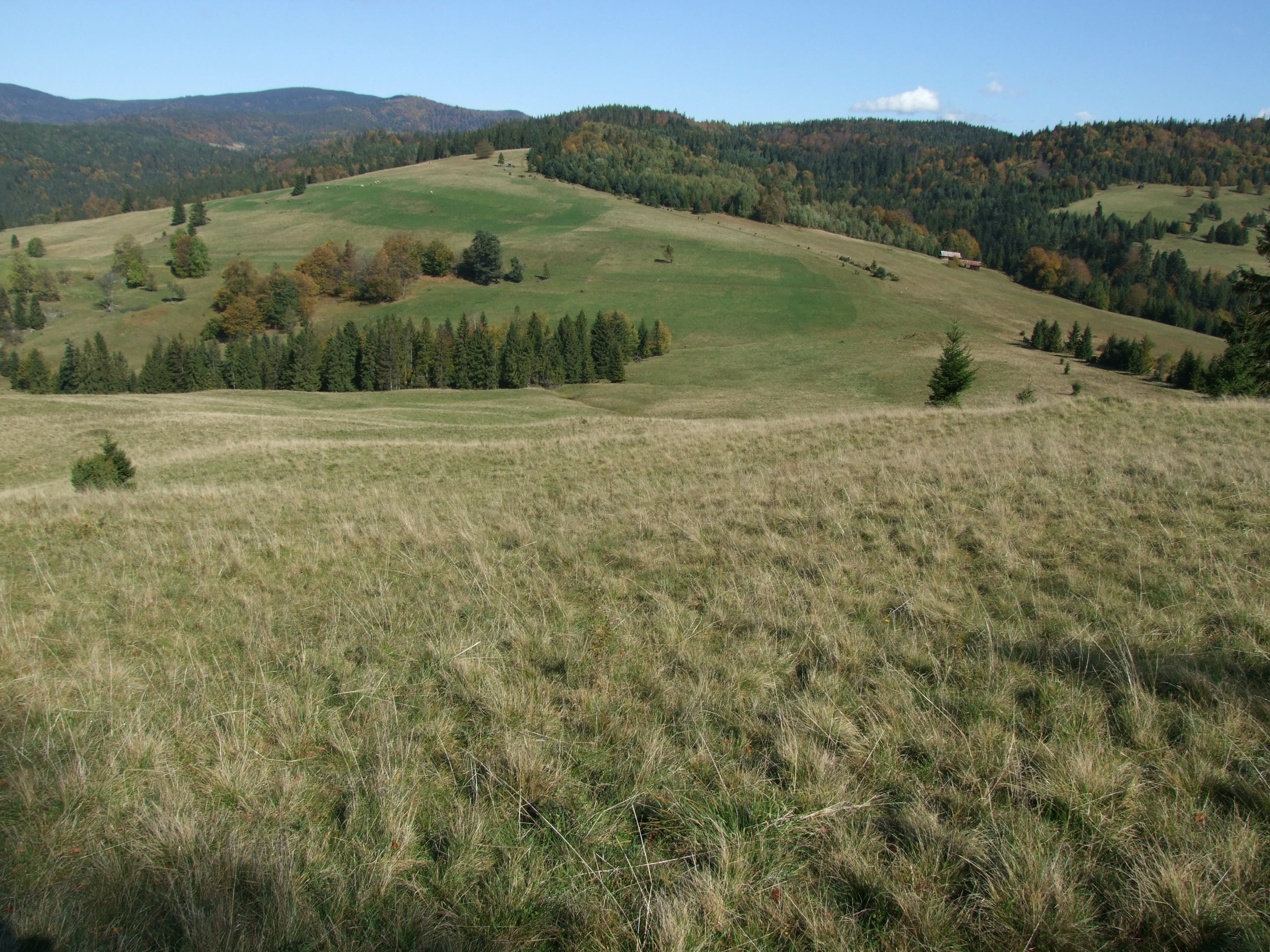
Brysztan, Rozdziele, Łaz i widok na Beskid Sądecki
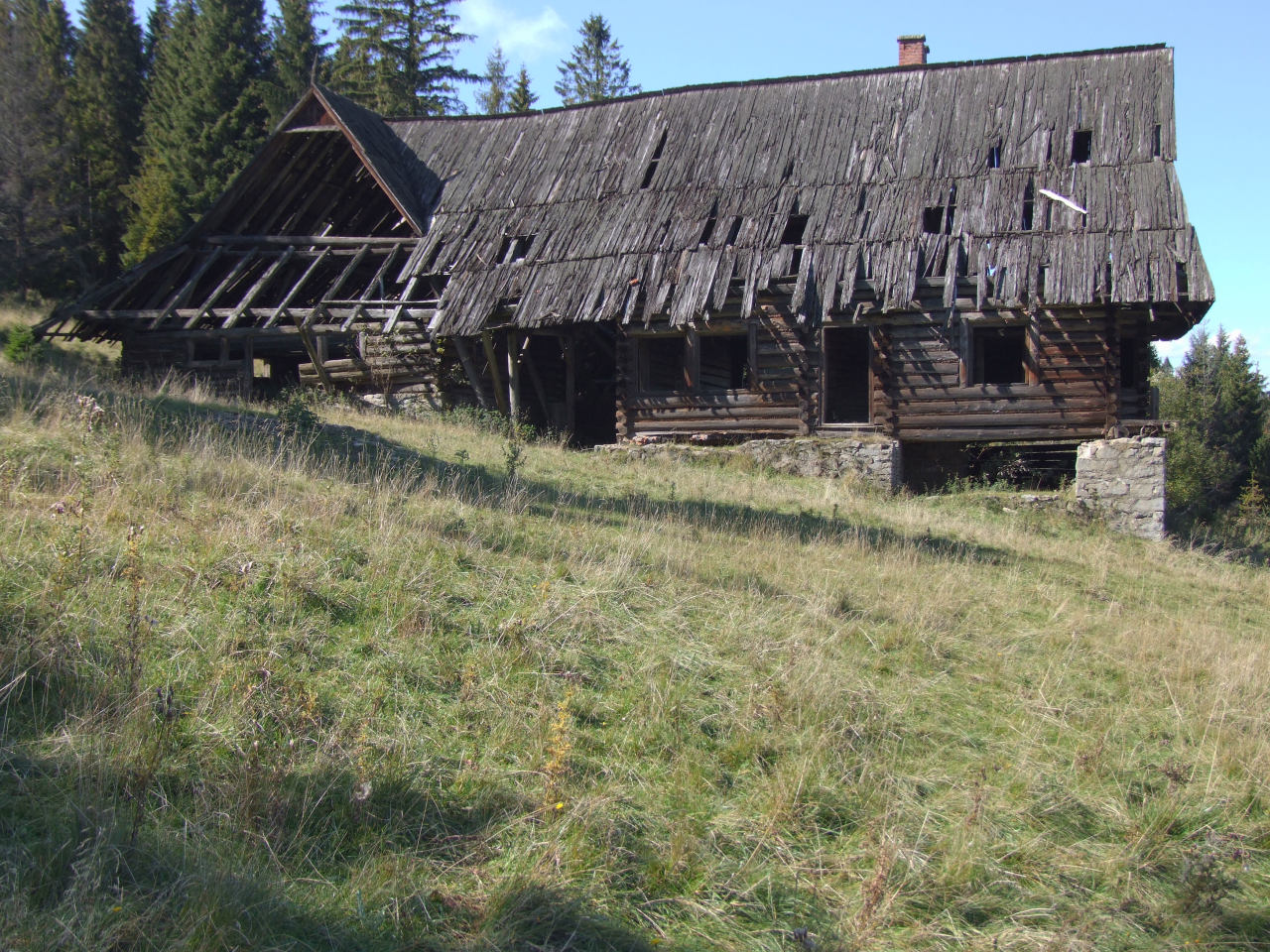
Niszczejąca bacówka w górnej części łąki Brysztan